# Santu Lussurgiu
Santu Lussurgiu ist eine Ortschaft mit 2197 Einwohnern (Stand 31. Dezember 2023) nahe dem Monte Ferru, einem ehemaligen Vulkan in der Planargia auf Sardinien.
Der Ort gehört zur Provinz Oristano. Die Kleinstadt Cuglieri und das am Osthang befindliche Santu Lussurgiu sind über eine Straße verbunden, deren Pass, der Punta Arancola auf 876 m liegt. Die Nachbargemeinden sind Abbasanta, Bonarcado, Borore, Cuglieri, Norbello, Paulilatino, Scano di Montiferro und Seneghe.
Der Ort hat ein „Landwirtschaftliches Museum“ und ist Zentrum der sardischen Pferdezucht. Im Ort ansässig sind Produzenten von Reitzubehör, Kunsthandwerk sowie Hirtenmessern (sard. Sa Resolza oder Leppa) und Sensen. Im Vorort San Leonardo de Siete Fuentes hat sich eine große Mineralwasserfabrik niedergelassen. 

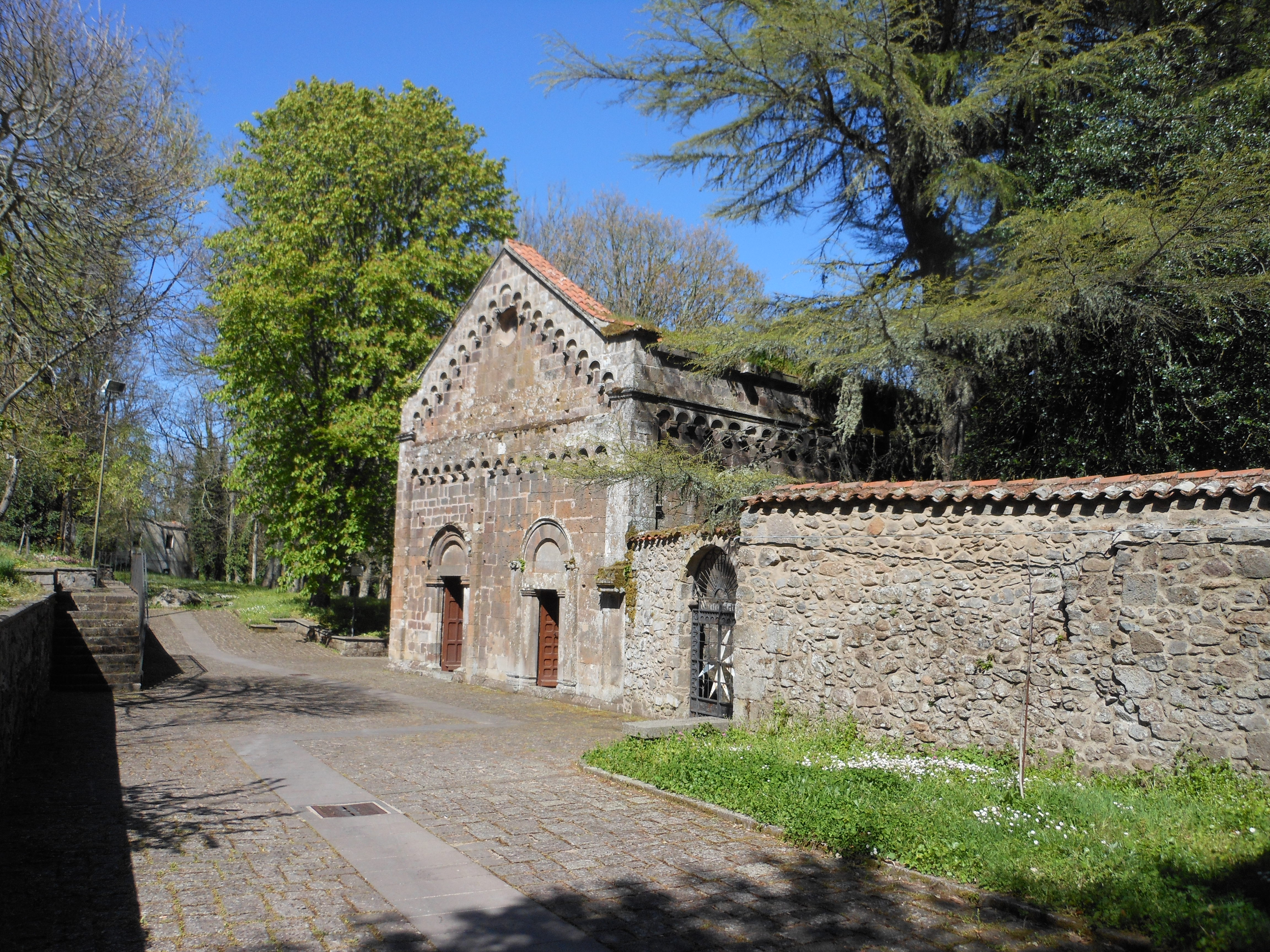
Chiesa di San Leonardo di Siete Fuentes

Hauptanziehungspunkt ist der 12 m hohe Wasserfall Cascata sos Molinos nahe dem Ort an der Straße nach Bonarcado gelegen, dessen See als Badegelegenheit im gleichnamigen Riu (Fluss) dient.